# Diethelm Keller Brands
Die Diethelm Keller Brands AG (DKB) mit Sitz in Zürich ist eine international tätige Schweizer Unternehmensgruppe. Sie ist eine Tochtergesellschaft der Diethelm Keller Gruppe, einer international tätigen Schweizer Holdinggesellschaft, und fokussiert sich innerhalb dieser auf die Entwicklung und Führung unternehmenseigener, international etablierter Markenunternehmen. DK Brands beschäftigt 260 Mitarbeiter in acht Ländern und verkauft seine Produkte in mehr als 60 Länder.

## Tätigkeitsgebiet
DKB entstand im Zuge einer strategischen Neuorientierung aus der Diethelm Keller Management & Investment AG im Jahr 2005 als Dachunternehmen der im Gruppenbesitz befindlichen Markenunternehmen. Das Marken-Portfolio wurde in die drei strategischen Divisionen Electrical, Barbecue und Manual Appliances gegliedert. Die einzelnen Unternehmen innerhalb der DKB verfügen hierbei über einen hohen Grad an operativer Geschäftsautonomie. Die "Electrical" und "Barbecue" Divisionen werden aus Zürich geführt, die "Manual Appliance" Division aus London.
Folgende Marken sind im Besitz von DK Brands
- AdHoc
- Cole & Mason
- Culinare
- Outdoorchef
- Zyliss

Folgende Marken waren bis 2018 im Besitz von DK Brands
- Turmix
- Koenig